# 1513 w literaturze
Wydarzenia literackie w 1513 roku.

## Nowe książki
- polskie
  - Biernat z Lublina – Raj duszny

- włoskie
  - Niccolò Machiavelli – Książę

## Urodzili się
- Jacques Amyot – francuski pisarz i tłumacz
- Stanisław Orzechowski – polski duchowny, pisarz polityczny i religijny